# Villard-d'Héry
Villard-d'Héry este o comună în departamentul Savoie din sud-estul Franței. În 2009 avea o populație de 246 de locuitori.

## Evoluția populației
| An        | 1975 | 1982 | 1990 | 1999 | 2006 | 2009 |
| --------- | ---- | ---- | ---- | ---- | ---- | ---- |
| Populație | 140  | 129  | 160  | 186  | 233  | 246  |